# Greenfield (Massachusetts)
Greenfield é uma cidade localizada no condado de Franklin no estado estadounidense de Massachusetts. No Censo de 2010 tinha uma população de 17.456 habitantes e uma densidade populacional de 307,99 pessoas por km².

## Geografia
Greenfield encontra-se localizada nas coordenadas 42° 36′ 53″ N, 72° 35′ 49″ O. Segundo a Departamento do Censo dos Estados Unidos, Greenfield tem uma superfície total de 56.68 km², da qual 55.5 km² correspondem a terra firme e (2.08%) 1.18 km² é água.

## Demografia
Segundo o censo de 2010, tinha 17.456 pessoas residindo em Greenfield. A densidade populacional era de 307,99 hab./km². Dos 17.456 habitantes, Greenfield estava composto pelo 92.36% brancos, o 1.7% eram afroamericanos, o 0.35% eram amerindios, o 1.37% eram asiáticos, o 0.03% eram insulares do Pacífico, o 1.63% eram de outras raças e o 2.56% pertenciam a dois ou mais raças. Do total da população o 4.89% eram hispanos ou latinos de qualquer raça.